# Naoki Maeda (voetballer, 1994)
Naoki Maeda (Japans: 前田 直輝) (17 november 1994) is een Japans voetballer die doorgaans speelt als aanvaller.

## Clubcarrière

### Tokyo Verdy
Maeda stroomde via de jeugdopleiding van Tokyo Verdy door naar het eerste elftal van die club, uitkomend op het tweede niveau van Japan: de J2 League. Op 7 oktober 2012 zat hij voor het eerst bij de selectie, waarna hij op 21 oktober 2012 tegen Tochigi SC zijn debuut maakte. In minuut 81 kwam hij in het veld voor Norihiro Nishi. Vervolgens speelde hij het merendeel van de wedstrijden, in eerste instantie als invaller en vervolgens als basisspeler. 
In juli 2013 liep Maeda een vermoeidheidsbreuk op, waardoor hij tot in oktober van dat jaar niet in actie kon komen. Uiteindelijk maakte hij op 20 oktober 2013 zijn rentree om vervolgens nog tot eind 2014 in actie te komen voor Tokyo Verdy. Van de negentig competitiewedstrijden zat hij 63 keer de wedstrijdselectie. Daarvan stond hij 26 keer in de basis, viel hij 22 keer in en zat hij vijftien keer zonder speelminuten bij de selectie.

### Matsumoto Yamaga (eerste periode)
Begin 2015 werd Maeda door Tokyo Verdy verhuurd aan Matsumoto Yamaga. Daar maakte hij in de eerste wedstrijd van het nieuwe seizoen op 7 maart 2015 zijn debuut in de met 3–3 uitwedstrijd tegen Nagoya Grampus. In minuut 75 verving hij Tomoki Ikemoto. Van de 34 competitiewedstrijden zat hij alle 34 de keren bij de wedstrijdselectie. Daarvan stond hij achttien keer in de basis, viel hij dertien keer in en zat hij drie keer zonder speelminuten bij de selectie.

### J.League U-22 Selection
In 2015 kwam Maeda tweemaal uit voor de J.League U-22 Selection, waarmee hij in de J3 League speelde. Hij begon beide keren als basisspeler aan de wedstrijd. Dit was op 14 juni 2015 en 2 augustus 2015.

### Yokohama F. Marinos
Na zijn verhuurperiode bij Matsumoto Yamaga maakte Maeda de overstap naar Yokohama F. Marinos. Voor deze club maakte hij op 27 februari 2016 zijn debuut in een met 0–1 verloren thuiswedstrijd tegen Vegalta Sendai. Hij startte in de basis en werd na rust gewisseld voor Teruhito Nakagawa. Van de 68 competitiewedstrijden zat hij 52 keer bij de wedstrijdselectie. Daarvan stond hij zeventien keer in de basis, viel hij vijftien keer in en zat hij twintig keer zonder speelminuten bij de selectie.

### Matsumoto Yamaga (tweede periode)
In 2018 keerde Maeda terug bij Matsumoto Yamaga, de club waar hij drie jaar eerder al op huurbasis voor uitkwam. Van de 23 competitiewedstrijden zat hij 22 keer bij de selectie. Daarvan stond hij twaalf keer in de basis, viel hij vier keer in en zat hij zes keer zonder speelminuten bij de selectie.

### Nagoya Grampus
Op 22 juli 2018 maakte Maeda zijn debuut voor Nagoya Grampus. Dit zou de eerste wedstrijd van een lange periode bij Nagoya Grampus betekenen. Van de 124 competitiewedstrijden zat hij 119 keer bij de wedstrijdselectie. Daarvan stond hij 79 keer in de basis, viel hij 32 keer in en zat hij acht wedstrijden zonder speelminuten bij de selectie. Daarnaast speelde hij mee in de AFC Champions League, waarmee hij in 2021 met Nagoya Grampus de kwartfinale bereikte. Uitiendelijk wist Maeda met de club zijn eerste prijs in het professionele voetbal te behalen. In 2021 wonnen zij de J.League Cup.

### FC Utrecht
Maeda verliet in de winterstop van het seizoen 2021/22 Nagoya Grampus op huurbasis om bij FC Utrecht te spelen. Daarbij had FC Utrecht een optie tot koop weten te bedingen, welke een definitieve vastlegging tot de zomer van 2025 mogelijk zou maken. Op 16 januari 2022 maakte Maeda zijn debuut als basisspeler in de wedstrijd tegen Ajax. Hiermee werd hij na Toshiya Fujita en Yoshiaki Takagi de derde Japanner in Utrechts dienstverband. Na elf minuten raakte hij na een tackle van Lisandro Martínez zwaar geblesseerd en hij moest het veld verlaten. Uiteindelijk bleek hij een breuk in zijn onderbeen op te hebben gelopen en was een operatie noodzakelijk, met een maandenlang revalidatietraject tot gevolg. Zijn revalidatietraject begon bij FC Utrecht, maar werd later in Japan voortgezet.
Op 18 juli 2022 verscheen Maeda opnieuw op het trainingsveld van FC Utrecht. Ditmaal om, ondanks zijn doorlopende contract bij Nagoya Grampus, zijn conditie op peil te houden. Op 20 augustus 2022 speelde Maeda mee in een oefenwedstrijd tussen Excelsior en Jong FC Utrecht (1–2 winst), waar hij verantwoordelijk was voor het eerste doelpunt. Op 31 augustus 2022 werd bekend dat Maeda tot het einde van het seizoen 2022/23 zou worden gehuurd, inclusief optie tot koop. Op 7 februari 2023 maakte Maeda in de achtste finales van de KNVB Beker na 93 minuten in de verlenging de winnende treffer tegen AZ (1–2 winst). Na in totaal vijftien wedstrijden, één doelpunt en nul assists voor de Utrechtse club werd medio 2023 de koopoptie in zijn contract niet gelicht en keerde Maeda terug naar Nagoua Grampus.

## Clubstatistieken
| Seizoen                   | Club                      | Competitie      | Competitie | Competitie | Beker | Beker | Internationaal | Internationaal | Overig | Overig | Totaal | Totaal |
| Seizoen                   | Club                      | Competitie      | Wed.       | Dlp.       | Wed.  | Dlp.  | Wed.           | Dlp.           | Wed.   | Dlp.   | Wed.   | Dlp.   |
| ------------------------- | ------------------------- | --------------- | ---------- | ---------- | ----- | ----- | -------------- | -------------- | ------ | ------ | ------ | ------ |
| 2012                      | Tokyo Verdy               | J2 League       | 4          | 0          | 0     | 0     | –              | –              | 0      | 0      | 4      | 0      |
| 2013                      | Tokyo Verdy               | J2 League       | 18         | 1          | 0     | 0     | –              | –              | 0      | 0      | 18     | 1      |
| 2014                      | Tokyo Verdy               | J2 League       | 26         | 3          | 0     | 0     | –              | –              | 0      | 0      | 26     | 3      |
| 2015                      | → Matsumoto Yamaga        | J1 League       | 31         | 3          | 6     | 2     | –              | –              | 0      | 0      | 37     | 5      |
| 2015                      | → J.League U-22 Selection | J3 League       | 2          | 0          | 0     | 0     | –              | –              | 0      | 0      | 2      | 0      |
| 2016                      | Yokohama F. Marinos       | J1 League       | 13         | 2          | 11    | 0     | –              | –              | 0      | 0      | 24     | 2      |
| 2017                      | Yokohama F. Marinos       | J1 League       | 19         | 4          | 9     | 1     | –              | –              | 0      | 0      | 28     | 5      |
| 2018                      | Matsumoto Yamaga          | J2 League       | 16         | 3          | 2     | 0     | –              | –              | 0      | 0      | 18     | 3      |
| 2018                      | Nagoya Grampus            | J1 League       | 18         | 7          | 0     | 0     | –              | –              | 0      | 0      | 18     | 7      |
| 2019                      | Nagoya Grampus            | J1 League       | 29         | 9          | 11    | 1     | –              | –              | 0      | 0      | 40     | 10     |
| 2020                      | Nagoya Grampus            | J1 League       | 30         | 7          | 3     | 0     | –              | –              | 0      | 0      | 33     | 7      |
| 2021                      | Nagoya Grampus            | J1 League       | 34         | 3          | 8     | 1     | 8              | 1              | 0      | 0      | 50     | 5      |
| 2021/22                   | → FC Utrecht              | Eredivisie      | 1          | 0          | 0     | 0     | –              | –              | 0      | 0      | 1      | 0      |
| 2022/23                   | → FC Utrecht              | Eredivisie      | 10         | 0          | 4     | 1     | –              | –              | 0      | 0      | 14     | 1      |
| 2023                      | Nagoya Grampus            | J1 League       | 0          | 0          | 0     | 0     | –              | –              | 0      | 0      | 0      | 0      |
| Carrière totaal           | Carrière totaal           | Carrière totaal | 251        | 42         | 54    | 2     | 8              | 1              | 0      | 0      | 313    | 49     |
| Bijgewerkt op 5 juli 2023 |                           |                 |            |            |       |       |                |                |        |        |        |        |

## Interlandcarrière
Maeda speelde eenmalig mee in een interland voor Japan onder 21. Zo speelde hij op 1 juli 2015 als basisspeler mee in de vriendschappelijke wedstrijd tegen Costa Rica onder 23. In minuut 53 werd hij gewisseld.
| Interlands Naoki Maeda bij Japan onder 21 | Interlands Naoki Maeda bij Japan onder 21 | Interlands Naoki Maeda bij Japan onder 21 | Interlands Naoki Maeda bij Japan onder 21 | Interlands Naoki Maeda bij Japan onder 21 | Interlands Naoki Maeda bij Japan onder 21 |
| Interland                                 | Datum                                     | Wedstrijd                                 | Uitslag                                   | Soort Wedstrijd                           | Doelpunten                                |
| Als speler van Matsumoto Yamaga           | Als speler van Matsumoto Yamaga           | Als speler van Matsumoto Yamaga           | Als speler van Matsumoto Yamaga           | Als speler van Matsumoto Yamaga           | Als speler van Matsumoto Yamaga           |
| ----------------------------------------- | ----------------------------------------- | ----------------------------------------- | ----------------------------------------- | ----------------------------------------- | ----------------------------------------- |
| 1.                                        | 1 juli 2015                               | Japan O21 – Costa Rica O23                | 2 – 0                                     | Vriendschappelijk                         | –                                         |

Voor Japan onder 23 speelde Maeda een viertal wedstrijden, waarvan eenmaal als basisspeler en driemaal als invaller.
| Interlands Naoki Maeda bij Japan onder 23 | Interlands Naoki Maeda bij Japan onder 23 | Interlands Naoki Maeda bij Japan onder 23 | Interlands Naoki Maeda bij Japan onder 23 | Interlands Naoki Maeda bij Japan onder 23 | Interlands Naoki Maeda bij Japan onder 23 |
| Interland                                 | Datum                                     | Wedstrijd                                 | Uitslag                                   | Soort Wedstrijd                           | Doelpunten                                |
| Als speler van Yokohama F. Marinos        | Als speler van Yokohama F. Marinos        | Als speler van Yokohama F. Marinos        | Als speler van Yokohama F. Marinos        | Als speler van Yokohama F. Marinos        | Als speler van Yokohama F. Marinos        |
| ----------------------------------------- | ----------------------------------------- | ----------------------------------------- | ----------------------------------------- | ----------------------------------------- | ----------------------------------------- |
| 1.                                        | 21 mei 2016                               | Japan O23 – Paraguay O20                  | 1 – 2                                     | Vriendschappelijk                         | –                                         |
| 2.                                        | 23 mei 2016                               | Japan O23 – Portugal O20                  | 0 – 1                                     | Vriendschappelijk                         | –                                         |
| 3.                                        | 25 mei 2016                               | Guinee O23 – Japan O23                    | 1 – 2                                     | Vriendschappelijk                         | –                                         |
| 4.                                        | 27 mei 2016                               | Japan O23 – Engeland O21                  | 0 – 1                                     | Vriendschappelijk                         | –                                         |

## Erelijst
| J.League Cup | 1 | 2021 |